# Мрозек, Фабиан
Фабиан Мрозек (пол. Fabian Mrozek; род. 28 сентября 2003, Вроцлав) — польский футболист, вратарь английского «Ливерпуля», выступающий на правах аренды за шведскую «Броммапойкарну».

## Клубная карьера
Футболом начал заниматься в клубе «Ключборк». В 2017 году перешёл в «Академию Вроцлава», откуда в июле 2020 года перебрался в английский «Ливерпуль». В его составе выступал за юношеские и молодёжные команды, в том числе в Юношеской лиге УЕФА. В октябре 2023 года впервые попал в заявку основной команды на игру Лиги Европы с бельгийским «Юнионом», но на поле не появился. В июле 2024 года подписал новый долгосрочный контракт с клубом.
26 июля 2024 года на правах аренды до конца года отправился в шведскую «Броммапойкарну». На следующий день дебютировал в её составе в чемпионате Швеции, выйдя с первых минут в матче с «Гётеборгом».

## Клубная статистика
| Выступление      | Выступление      | Выступление      | Лига | Лига | Кубки | Кубки | Конт. кубки | Конт. кубки | Итого | Итого |
| Клуб             | Лига             | Сезон            | Игры | Голы | Игры  | Голы  | Игры        | Голы        | Игры  | Голы  |
| ---------------- | ---------------- | ---------------- | ---- | ---- | ----- | ----- | ----------- | ----------- | ----- | ----- |
| Броммапойкарна   | Алльсвенскан     | 2024             | 1    | -3   | 0     | 0     | 0           | 0           | 1     | -3    |
| Броммапойкарна   | Итого            | Итого            | 1    | -3   | 0     | 0     | 0           | 0           | 1     | -3    |
| Всего за карьеру | Всего за карьеру | Всего за карьеру | 1    | -3   | 0     | 0     | 0           | 0           | 1     | -3    |